# CAAC-Flug 2311
Der CAAC-Flug 2311 war ein planmäßiger Inlandsflug von Lanzhou nach Guangzhou mit Zwischenstopps in Xi’an und Changsha. Am 24. Dezember 1982 wurde dieser Flug mit einer Iljuschin Il-18B durchgeführt. Dabei kam es zu einem schweren Zwischenfall, als sich kurz vor der Ankunft auf dem Flughafen Guangzhou Baiyun ein Brand durch einen heruntergefallenen Zigarettenstummel entwickelte. Das Flugzeug konnte zwar gelandet und evakuiert werden, jedoch kamen durch den Brand 25 von 69 Personen an Bord ums Leben.

## Flugzeug
Bei dem Flugzeug handelte es sich um eine Iljuschin Il-18B aus sowjetischer Produktion. Die 1959 gebaute Maschine trug die Werksnummer 189001401 und war mit dem Luftfahrzeugkennzeichen B-202 zugelassen. Das viermotorige Langstrecken-Schmalrumpfflugzeug war mit vier Turboprop-Triebwerken des Typs Iwtschenko AI-20K mit Vierblattpropellern AW-681 ausgestattet.

## Unfallhergang
Die ersten beiden Flugabschnitte wurden ohne Vorkommnisse geflogen. Am Nachmittag bereitete die Besatzung auf dem letzten Flugabschnitt nach Guangzhou die Landung vor. Um 18 Uhr, als das Flugzeug das Weiße Gänsebecken (Lage) überflog, sahen einige Passagiere Rauch auf der Höhe eines Fensters der linken Kabinenseite des Flugzeugs aufsteigen. Da die Maschine sich damit nur 12 Kilometer südlich des damaligen Flughafens Guangzhou-Baiyun befand, wurde der Anflug fortgesetzt. Die Piloten konnten die Maschine normal auf dem Flughafen Guangzhou landen.
Als die Maschine zum Stehen gekommen war, öffneten die Flugbegleiter die vordere und hintere Kabinentür und leiteten die Evakuierung ein. Die Besatzung senkte die Fluggasttreppe am vorderen Einstieg herab, damit die Passagiere entkommen konnten. Nachdem die elfte Person die Maschine verlassen hatte, wurde der Rauch immer dichter und die Passagiere, die sich noch an Bord befanden, mussten aus der hinteren Tür springen. Zwei Minuten nachdem die Tür geöffnet wurde, schoss eine offene Flamme durch die Kabine. Die herbeigeeilte Feuerwehr konnte den Brand erst nach etwa einer Stunde löschen. Von den 69 Personen an Bord konnten sich 25 Passagiere nicht mehr aus der Maschine retten. Weitere 33 Passagiere und vier Besatzungsmitglieder wurden verletzt.

## Ursache
Im Zuge der Unfalluntersuchung kamen die Ermittler zu dem Schluss, dass der Brand ausgelöst wurde, nachdem ein Passagier im Flugzeug rauchte und aus Versehen den brennenden Zigarettenstummel in eine Lücke zwischen der Sitzschiene und der Innenwand der Kabine fallen ließ. Anschließend begann an dieser Stelle immer mehr Rauch aufzusteigen, der sich schließlich zu einem Brand entwickelt habe.
In dem Spalt zwischen den Innenwänden, in dem sich der Rauch ausbreitete, breitete sich das Feuer durch den einströmenden Sauerstoff bei der Evakuierung schnell aus.
Ein weiterer Kritikpunkt im Unfallbericht betraf die Flughafenfeuerwehr des Flughafens Guangzhou-Baiyun. Diese war zum Zeitpunkt des Unfalls geschlossen essen, weswegen sich nur eine einzige Person im Dienst befand. Dadurch traf die Feuerwehr erst nach zehn Minuten am Brandort ein.

## Folgen
Ein Jahr nach dem Unfall verhängte die Zivilluftfahrtbehörde ein Rauchverbot auf Inlandsflügen. Erst 1993 wurde das Rauchverbot auch auf internationalen Flügen schrittweise umgesetzt.